# Fugro

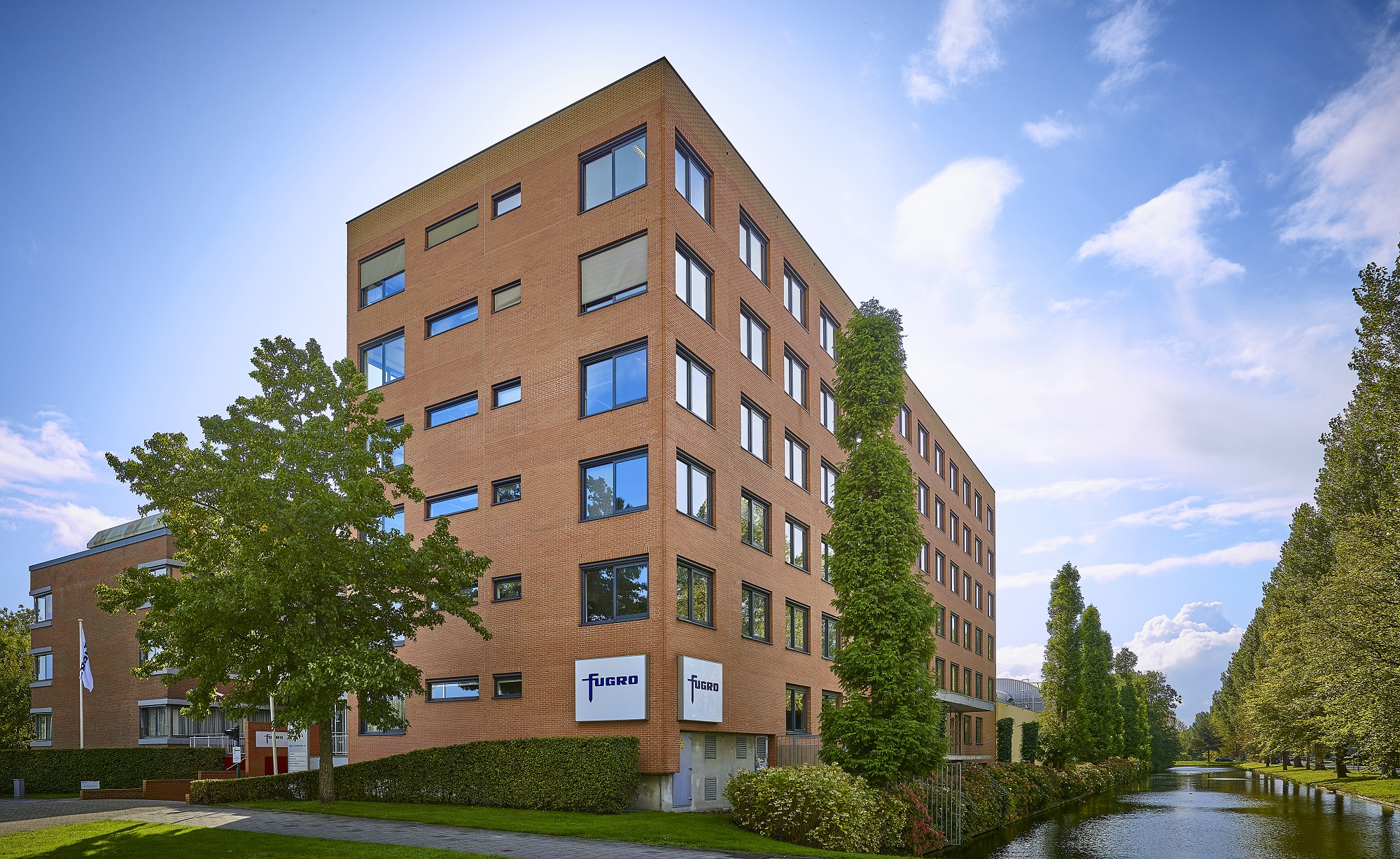
Fugro-hoofdkantoor Leidschendam

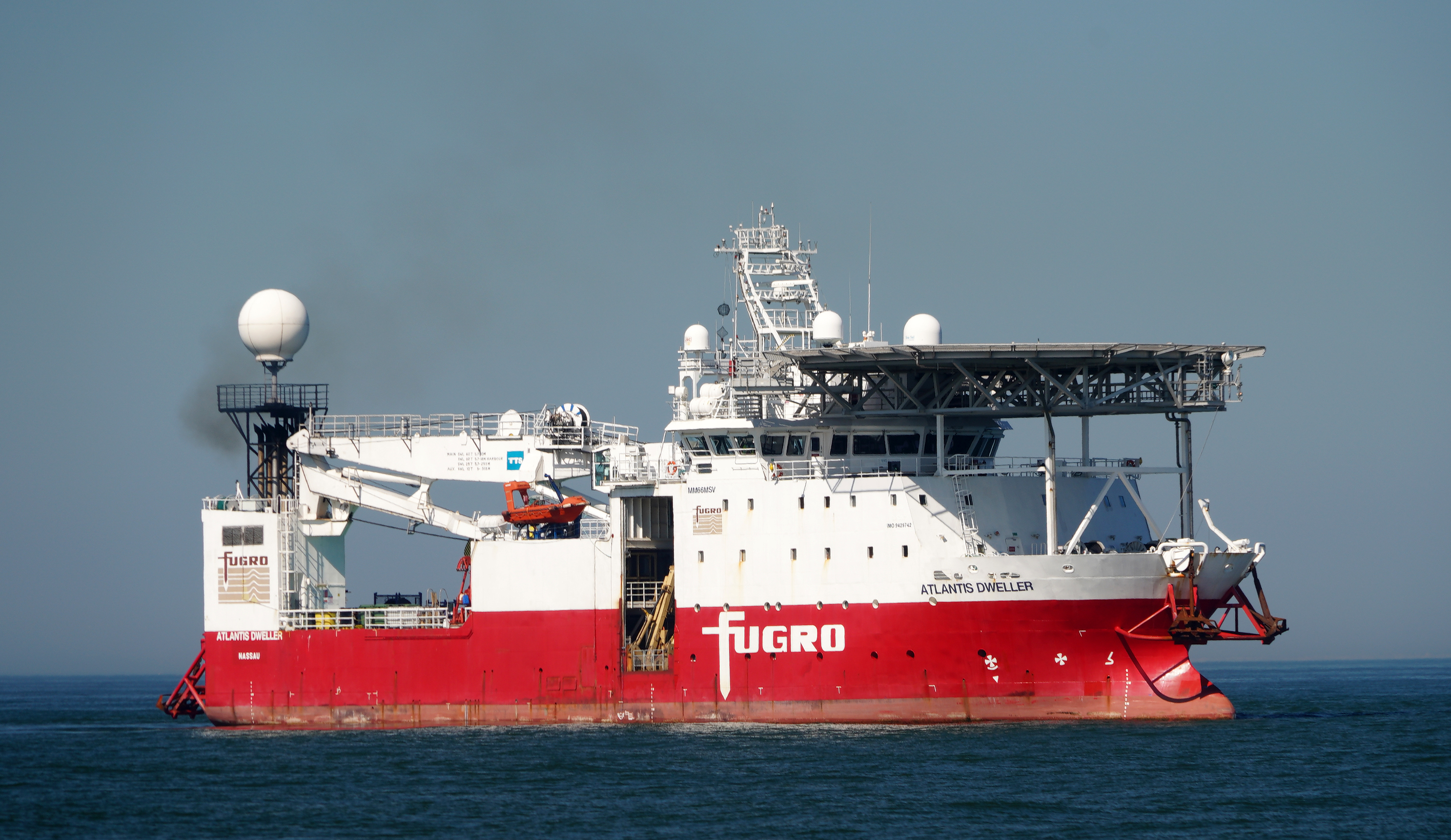
Fugro Atlantis Dweller

Fugro NV (acroniem: FUnderingstechniek en GROndmechanica) is een Nederlands bedrijf dat zich bezighoudt met geo-data en bodemonderzoek. Het bedrijf verzamelt en analyseert informatie over de bodem en het aardoppervlak, zowel op land als op zee, en geeft op basis daarvan advies om funderingen en daarop te bouwen constructies op een veilige, duurzame en efficiënte manier te ontwerpen, bouwen, exploiteren en onderhouden. Het bedrijf werkt vooral voor opdrachtgevers die actief zijn in energie, infrastructuur en waterbeheersing.
Fugro is opgericht in 1962 door Kornelis Joustra en is sinds 1992 genoteerd aan de Euronext Amsterdam.

## Profiel
Fugro beschikt over mensen, materieel, kennis en technologie die nodig zijn ter ondersteuning van de exploratie, productie en transport van natuurlijke grondstoffen. Het bedrijf voorziet opdrachtgevers van de technische gegevens en informatie die nodig zijn om bouwwerken en infrastructuur te ontwerpen, te bouwen en te onderhouden. Het bedrijf telt meer dan 9000 medewerkers die in meer dan 60 landen voor klanten actief zijn. Er is gekozen voor een decentrale organisatiestructuur.
Het hoofdkantoor is gevestigd in Leidschendam, met Mark Heine als voorzitter van de raad van bestuur. Eerder werd deze functie tussen 2012 en 2018 vervuld door Paul van Riel. Deze nam het voorzitterschap over van Arnold Steenbakker, die na elf maanden in functie te zijn geweest weer vertrok. De reden was een meningsverschil met de raad van commissarissen over de gewenste koers van het bedrijf. Van Riel kwam in 2001 bij Fugro na de overname van ingenieursbureau Jason Geosystems, dat hij zelf had opgericht.

## Activiteiten
De klanten van Fugro zitten over de hele wereld en voornamelijk in de sectoren hernieuwbare energie, infrastructuur en olie en gas. In 2023 zijn de belangrijkste klantensegmenten olie & gas (38% van de inkomsten), hernieuwbare energiebronnen (35%), infrastructuur (23%) en water (4%).
Fugro telt vier bedrijfsonderdelen:
- Land Site Characterisation
- Land Asset Integrity
- Marine Site Characterisation
- Marine Asset Integrity

De activiteiten op zee zijn veruit het belangrijkst en leveren een omzetbijdrage van zo'n 75%. De omzetbijdrage van de activiteiten op het land zijn ongeveer een kwart.
in de regio's:
- Amerika
- Azië, Pacific en Australië
- Europa en Afrika
- Midden-Oosten en India

Europa en Afrika maken samen ruim 40% van de omzet uit en Amerika staat op de tweede plaats met een omzetaandeel van 26% in 2023.
Voorheen waren de activiteiten van de onderneming ondergebracht in drie divisies:

### Geotechniek
De divisie Geotechniek onderzoekt de fysische en geologische eigenschappen van de aardbodem door gebruik van (in eigen beheer) ontwikkelde technologieën, verleent advies bij het ontwerp van funderingen en voert bouwmaterialenonderzoek uit. Deze diensten ondersteunen wereldwijd projecten van opdrachtgevers op het land, langs de kust en op zee, waaronder in diep water.

### Survey
De divisie Survey verleent een reeks van diensten ter ondersteuning van de activiteiten van de olie- en gasindustrie, maar ook ten behoeve van andere opdrachtgevers zoals overheden, de bouw- en transportsector en landbouw.

### Geoscience
Geoscience richt zich op het verzamelen, verwerken, interpreteren en de opslag en het beheer van geofysische en geologische gegevens. In september 2012 werd bekend dat Fugro het grootste deel van deze activiteiten gaat verkopen aan de Franse dienstverlener aan de olie- en gasindustrie CGGVeritas. De transactie heeft een waarde van € 1,2 miljard. De zogeheten multi-client library, een verzameling gegevens die aan meerdere klanten kunnen worden verkocht, blijft bij Fugro. Geoscience levert vooral diensten aan energieconcerns die zoeken naar nieuwe olie- en gasvelden. Deze activiteiten fluctueren sterk naargelang de vraag.
CGGVeritas en Fugro hebben samen een joint venture opgericht. De zogeheten Seabed Geophysical joint venture houdt met meetapparatuur op de zeebodem de ontwikkelingen in een veld in de gaten over een periode van 20 tot 30 jaar. Fugro krijgt een belang van 60% in het samenwerkingsverband. Op 31 januari 2013 is deze verkoop geëffectueerd.

### Resultaten

Fugro: Omzet en Nettoresultaat 2002-2022

De daling van de omzet in 2012 is vooral het gevolg van de verkoop van de Geoscience activiteiten aan CGGVeritas. Wordt de omzet over het jaar 2011 voor deze verkoop gecorrigeerd, dan komt deze uit op € 1858 miljoen. Hiermee vergeleken is de omzet van Fugro in 2012 met 16% gestegen.
Het aandeel Fugro verloor op 10 juli 2014 bijna 20% van de beurswaarde na een winstwaarschuwing. Door moeilijke marktomstandigheden in de olie- en gasindustrie zijn de winstmarges flink gekrompen. De relatief lage olieprijs heeft ertoe geleid dat oliemaatschappijen weinig investeren in het vinden van nieuwe velden. Daardoor krijgt Fugro aanzienlijk minder opdrachten en verder wordt de concurrentie heviger om de opdrachten die er nog wel zijn. Fugro heeft in 2014 zo'n € 300 miljoen à € 350 miljoen afgeschreven op zijn bezittingen. In 2018 werd een verlies geleden van € 51 miljoen, een jaar eerder was dit nog een verlies van € 160 miljoen. Het lagere verlies in 2018 was vooral een gevolg van een herstel in de olie- en gasmarkt.
Door de precaire financiële situatie maakte Fugro op 19 oktober 2020 bekend € 425 miljoen te lenen bij diverse banken en ter waarde van € 250 miljoen aan nieuwe aandelen uit te geven. Op 1 december 2020 startte de uitgifte van ongeveer 93 miljoen aandelen in de vorm van een claimemissie. Hiermee verdubbelde het aantal uitstaande aandelen van 85 miljoen naar 178 miljoen. De gemiddelde koers waartegen de nieuwe aandelen zijn verkocht was € 2,26.
| Jaar | Omzet            | Nettoresultaat   |
| ---- | ---------------- | ---------------- |
| 2002 | € 945,9 miljoen  | € 72,2 miljoen   |
| 2003 | € 822,4 miljoen  | € 18,9 miljoen   |
| 2004 | € 1008,0 miljoen | € 49,3 miljoen   |
| 2005 | € 1160,6 miljoen | € 99,4 miljoen   |
| 2006 | € 1434,3 miljoen | € 141,0 miljoen  |
| 2007 | € 1802,7 miljoen | € 216,2 miljoen  |
| 2008 | € 2155 miljoen   | € 283,4 miljoen  |
| 2009 | € 2053 miljoen   | € 263,4 miljoen  |
| 2010 | € 2280 miljoen   | € 272,2 miljoen  |
| 2011 | € 2578 miljoen   | € 287,6 miljoen  |
| 2012 | € 2165 miljoen   | € 291,6 miljoen  |
| 2013 | € 2424 miljoen   | € 224,2 miljoen  |
| 2014 | € 2572 miljoen   | € −458,9 miljoen |
| 2015 | € 2363 miljoen   | € −372,5 miljoen |
| 2016 | € 1776 miljoen   | € −308,9 miljoen |
| 2017 | € 1497 miljoen   | € −159,9 miljoen |
| 2018 | € 1650 miljoen   | € −51,1 miljoen  |
| 2019 | € 1631 miljoen   | € −108,5 miljoen |
| 2020 | € 1386 miljoen   | € −173,8 miljoen |
| 2021 | € 1462 miljoen   | € 71,1 miljoen   |
| 2022 | € 1766 miljoen   | € 74,1 miljoen   |
| 2023 | € 2187 miljoen   | € 254,8 miljoen  |

## Overnamepoging door Boskalis
Baggerbedrijf Boskalis nam in november 2014 een aandelenbelang van 15% in Fugro. Boskalis heeft niet de intentie een bod op heel Fugro uit te brengen. Fugro en Boskalis zijn actief in verschillende marktsegmenten maar werken al jaren samen op tal van projecten over de hele wereld en hebben sterke overeenkomsten in werkomgeving en cultuur, aldus de CEO van Boskalis. Dit belang is verhoogd naar 25,1% in maart 2015. In december 2016 verkocht Boskalis een deel van de aandelen Fugro en het belang zakte naar 9,4%. Redenen voor de verkoop zijn de onzekere marktomstandigheden voor Fugro en ook het verzet van het bedrijf tegen de samenwerkingsplannen van Boskalis. In februari 2017 verkocht Boskalis het resterende belang in Fugro.

## Trivia
- Fugro is door de Australische overheid ingezet bij het zoeken naar Malaysia Airlines-vlucht 370.[12]
- Ook bij de zoektocht naar het Japanse schip Montevideo Maru, dat in de Tweede Wereldoorlog met 1060 krijgsgevangenen aan boord was gezonken, werd Fugro ingeschakeld. In samenwerking met het Australische ministerie van Defensie werd het schip op 22 april 2023 gevonden voor de Filipijnse kust.[13]

Aalberts · Air France-KLM · Alfen · Allfunds · AMG · Aperam · ARCADIS ·  Basic-Fit · Corbion · CTP · Eurocommercial Properties · Fagron · Flow Traders · Fugro · Galapagos · InPost · JDE Peet's · Just Eat Takeaway · OCI · SBM Offshore · Signify · TKH Group · Van Lanschot Kempen · Vopak · WDP